# Extrakunia dimorpha
Extrakunia dimorpha là một loài bướm đêm trong họ Noctuidae.